# Dolmen et polissoir de Haute Bretagne
Le dolmen et polissoir de Haute Bretagne, dénommés aussi dolmen et polissoir des Hauts de Bretagne (ou de Grande Bretagne) sont situés à Huisseau-en-Beauce  dans le département de Loir-et-Cher.

## Protection
Le dolmen et le polissoir sont classés au titre des monuments historiques par la liste de 1889,.

## Description

### Dolmen
Le dolmen est du type dolmen à portique. Il est désormais ruiné. La chambre rectangulaire mesure 3,80 m de long sur 1,80 m de large, elle est orientée est/ouest. Elle est précédée d'un portique constitué de deux supports (0,60 m de hauteur) et d'une table de couverture. Les tables de couverture de la chambre ont été dynamitées à la fin du XIXe siècle.
| Dalle                                                         | Longueur | Hauteur | Largeur |
| ------------------------------------------------------------- | -------- | ------- | ------- |
| chevet                                                        | 1,80 m   | 1 m     | 0,50 m  |
| orthostate nord                                               | 1,70 m   | 0,70 m  | 1,10 m  |
| orthostate nord                                               | 2,40 m   | 1,20 m  | 1,40 m  |
| orthostate sud                                                | 2,60 m   | 0,90 m  | 1,20 m  |
| orthostate sud                                                | 1 m      | 0,80 m  | 1,20 m  |
| couverture portique                                           | 1,80 m   | 1,30 m  | 0,60 m  |
| Données : Inventaire des mégalithes de France, 3-Loir-et-Cher |          |         |         |

Les dalles sont en grès et poudingue lustrés à silex d'origine locale.

### Polissoir
Le polissoir est constitué d'un bloc de grès lustré (1,70 m sur 1,50 m) situé en 1974 à proximité de la dalle de chevet du dolmen. Il comporte une rainure, cinq cuvettes et une plage de polissage.

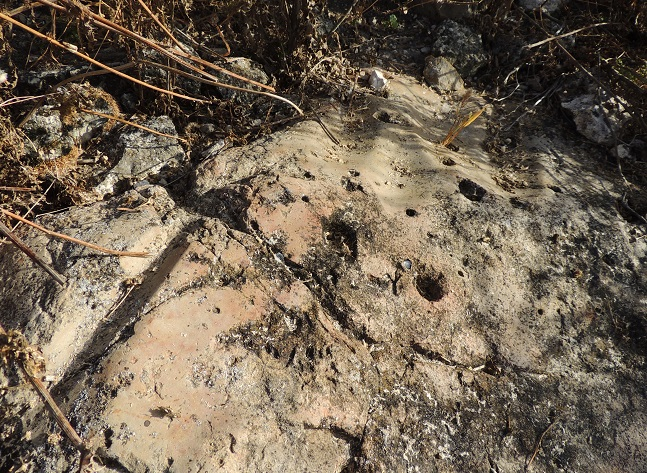
Polissoir des hauts de Bretagne.

| Trace                                                         | Longueur | Largeur | Profondeur |
| ------------------------------------------------------------- | -------- | ------- | ---------- |
| rainure                                                       | 21 cm    | 3,5 cm  | 1,50 cm    |
| cuvette                                                       | 28 cm    | 8 cm    |            |
| cuvette                                                       | 17 cm    | 8 cm    |            |
| cuvette                                                       | 28 cm    | 12 cm   |            |
| cuvette                                                       | 27 cm    | 8 cm    |            |
| cuvette                                                       | 20 cm    | 10 cm   |            |
| plage                                                         | 19 cm    | 10 cm   |            |
| Données : Inventaire des mégalithes de France, 3-Loir-et-Cher |          |         |            |